# Animal politic
Animalul politic este un concept de filozofie politică ce susține că omul, prin natura sa, este un animal social. Conceptul de animal politic a fost introdus de Aristotel. 

## Viziuni asupra animalului politic
Definiția de animal politic a fost preluată și de Marcus Aurelius, care a susținut că principala trăsătură a omului este sociabilitatea.
Baruch Spinoza preia în Etica definiția lui Aristotel, însă o contrazice, prezentând-o ca un defect, nu ca o calitate. Spinoza susține că, deși omul este un animal sociabil ce nu poate trăi izolat, acesta are tendința de a intra în conflict cu alți oameni.
Definiția lui Aristotel de animal politic a fost preluată și de filosoful comunist Karl Marx, care a scris că „omul este un animal care nu poate decât să se izoleze în societate”.